# Бал (фільм)
«Бал» (фр. Le Bal) — музичний фільм режисера Етторе Скола 1983 року, створений на основі вистави-мюзиклу театру «Театр дю Кампаньоль» (Théâtre du Campagnol) Жана-Клода Паншена. Стрічку було висунуто на здобуття премії «Оскар» 1984 року; здобула низку фестивальних і професійних кінонагород, зокрема три нагороди премії «Сезар» та п'ять премій «Давид ді Донателло» .

## Синопсис
Усі події фільму відбуваються в одному паризькому танцювальному залі протягом майже 50 років — з 1933 по 1983. Упродовж усього фільму звучить лише музика, відсутні діалоги, вся дія відбувається у формі танців та пантоміми.
Фільм складається з шести епізодів з минулого:
- 1936 — Перемога «Народного фронту»
- 1940 — Війна
- 1944 — Окупація і звільнення
- 1946 — Jazz de Paris
- 1956 — Батьки і діти
- 1968 — Сорбонна на барикадах

Епізоди обрамлені прологом та епілогом, що відносяться до 1983 року. У кожному епізоді паралельно розігрується декілька драматичних мініатюр.
У фільмі зайняті ті самі актори, які грали цю історію на сцені: 24 виконавці представляють 140 персонажів.
В історичних епізодах знайшли відображення перемога Народного фронту і боротьба з фашистським рухом у Франції, окупація і визволення Парижа під час Другої світової війни, колоніальні війни 1950-х років, студентські заворушення 1960-х, зміна мод у музиці, одязі, стилі поведінки. Частина персонажів — наскрізні, від епізоду до епізоду еволюціонують їхні характери і взаємовідносини; другі з'являються лише в одному епізоді; треті — ніби «вічні», нестаріючі типажі (наприклад, симпатична, але дуже сором'язлива короткозора жінка, з якою ніхто не танцює).
У фільмі багато ремінісценцій, що відсилають до класики французького кіно і естради; наприклад, у персонажі М. ван Спейбрука безпомилково вгадуються кіногерої Жана Габена.

## Актори
| Актор             |     | Роль                  |
| ----------------- | --- | --------------------- |
| Франческо де Роза | ··· | Тоні, власник закладу |

Дами
| Акторка               |     | Роль                                                                                    |
| --------------------- | --- | --------------------------------------------------------------------------------------- |
| Мартін Шовен          | ··· | дівчина / «Елізабет Тейлор» / бітниця / студентка                                       |
| Женев'єва Рей-Паншена | ··· | підприємиця / аристократка в хутрі / пані з фамільним сріблом                           |
| Нані Ноель            | ··· | брюнетка-емансіпе / Кармен / молода єврейка / руда дівчина / бабетта в рожевому         |
| Даніель Рошар         | ··· | дівчина / скрипалька / довговолоса блондинка / бабетта у кремовому                      |
| Раймон Юделін         | ··· | обачлива пані в червоному / робітниця / весела матуся                                   |
| Ліліан Дельваль       | ··· | інтелігентна пані в синьому / «Симона Синьйоре» / алкоголічка з кішкою / «Анні Жирардо» |
| Аніта Пікк'яріні      | ··· | дама у перуці / жінка з в'язанням / матусина донька                                     |
| Моніка Скаттіні       | ··· | дівчина, яку ніхто не запрошує на танець / короткозора дівчина                          |
| Шанталь Капрон        | ··· | дама в мереживах / модниця / «Джинджер»                                                 |
| Россана Ді Лоренцо    | ··· | консьєржка                                                                              |

Кавалери
| Актор               |     | Роль                                                                                     |
| ------------------- | --- | ---------------------------------------------------------------------------------------- |
| Мішель Тоті         | ··· | артист / робітник-комуніст / герой Опору / піжон з метеликом / веселий татусь            |
| Олів'є Луазо        | ··· | клерк / молодий складач / американський солдат-очкарик / любитель кави                   |
| Азіз Арбіа          | ··· | усмішливий / «Чарлі Чаплін» / студент / американський солдат-сурмач / молодий араб       |
| Режі Буке           | ··· | жлоб-мачо / власник закладу / товстун в підтяжках / старий буркотун / націоналіст з OAS  |
| Крістоф Оллрайт     | ··· | красень-нарцис / письменник-початківець / фарбований блондин / студент                   |
| Франсуа Пік         | ··· | журналіст / інтелігент біля стійки / студент                                             |
| Арно Лекарпентьєр   | ··· | провінціал / підмайстер / матусин синок / студент                                        |
| Жан-Клод Паншена    | ··· | фат / фашист з «вогняних хрестів» / старий професор / «Фред»                             |
| Етьєн Гішар         | ··· | професор / студент Сорбони / солдат експедиційного корпусу                               |
| Марк Берман         | ··· | пройдисвіт / секс-маніяк / нувориш / тиловий щур / колабораціоніст / спекулянт / «Елвіс» |
| Жан-Франсуа Перр'є  | ··· | сором'язливий / закоханий у береті / німецький офіцер / залицяльник-невдаха              |
| Мішель ван Спейбрук | ··· | чоловік здалеку / «комісар Мегре»                                                        |

## Музика, що прозвучала у фільмі
(У приблизній черговості)
пролог (1983 рік)
1. Le bal — композитор В. Косма
  1. J'attendrai (Poterat-Olivieri) — Raymond Lefevre et son Orchestre
  2. Et maintenant (Becaud) — Caravelli et son Orchestre
  3. Les plaisirs demodes (Aznavour — G.Garvarents) — Шарль Азнавур
  4. Mujer de Sevilla (J.Chanzol) — Pepe Munez
  5. Jalousie — Циганське танго (Gade) — Y.Malendo
  6. La paloma — Primo Corchia. Популярна латино-пісня, створена ще 1860-і роки

1936 рік — Valse, Java du bal et Intermede
1. Le denicheur  (Léo Daniderff), пісня 1912 року
2. Попурі з вальсів-мюзетів (Le Dénicheur — Le Bal — Encore un petit verre de vin — Le Dénicheur)
3. Попурі з танцю «ява» (La Plus Bath Des Javas — Le Bal — La Belote — Java De Concert — La mazurka de Chopin)
4. Le bal (інтерлюдія фортепіано) — композитор В. Косма
5. Danse du tapis (Y'a de la joie — Tout va très bien Madame la Marquise — C'est à boire qu'il nous faut — Les Montagnards — Quand On Se Promène Au Bord De L'eau — Auprés De Ma Blonde — Le P'tit Quinquin — Le Bal — Le P'tit Quinquin — A La Tienne Etienne — Son Voile Qui Volait — Le Bal — Boire Un Petit Coup)
6. Попурі з польок (Les Triolets — Les Perles De Cristal)
7. Попурі з вальсів (La Valse brune — Au Plaisir des bois — Le Bal)

1940 рік
1. Parlami d'amore Mariu — Вітторіо де Сіка, італійська пісня 1932 роки
2. Попурри 1940:
3. «J’attendrai»[en] — Ріна Кетті
4. Oh! Catarinetta — Тіно Россі
5. Nous irons pendre notre linge sur la ligne Siegfried — Ray Ventura et son Orchestra
6. Lili Marleen — Лале Андерсен
7. Piloten — Лале Андерсен
8. Sérénade sans espoir — Ріна Кетті

1944 рік
1. Danse du tapis а la liberation:
  1. Fleur de Paris — Моріс Шевальє
  2. Thamaraboum Dié
  3. Ah!Les Fraises Et Les Framboises
  4. Paso Doble — La plus bath des javas

1946 рік
1. Le bal — композитор В. Косма
2. In the mood — Jazz de Paris. Пісня Гленна Міллера 1940 року
3. Intermede — Medley Du Couple Dansant:
  1. Top Hat
  2. Let's Face The Music And Dance
  3. Harlem Nocturne
4. Shuffle blues — Каунт Бейсі
5. Le bal (інтерлюдія фортепіано) — композитор В. Косма
6. Boogie blues — пісня Count Basie Orchestra
7. La Vie en rose — пісня Едіт Піаф 1946 року
8. Amour, castagnettes et tango — пісня Глорії Ласло та Мірей Матьє

1956 рік
1. Si tu vas а Rio — пісня Даріо Морено 1959 року
2. Hernando's hideway
3. Попурі samba bayon:
  1. Brazil — Le Bal — ## El Negro Zumbon
4. Tutti Frutti — класика рок-н-ролу 1956 року
5. Only you — пісня групи The Platters
6. Le bal (інтерлюдія фортепіано) — композитор В. Косма

1968 рік
1. Марсельєза — Django Reinhardt, Stephane Grapelli
2. Michelle — пісня «Бітлз» 1965 року

1983 рік (епілог)
1. T'es OK — пісня Ottawan 1980 року
2. Finale:
  1. Que reste-t'il de nos amours?
  2. J'attendrai — Raymond Lefevre et son Orchestre[2]

## Визнання
| Нагороди та номінації фільму «Бал» | Нагороди та номінації фільму «Бал» | Нагороди та номінації фільму «Бал»      | Нагороди та номінації фільму «Бал» | Нагороди та номінації фільму «Бал» | Нагороди та номінації фільму «Бал» |
| Рік                                | Нагорода                           | Категорія                               | Номінант                           | Результат                          |                                    |
| ---------------------------------- | ---------------------------------- | --------------------------------------- | ---------------------------------- | ---------------------------------- | ---------------------------------- |
| 1984                               | Премія Оскар                       | Найкращий фільм іноземною мовою         | Бал                                | Номінація                          |                                    |
| 1984                               | Премія «Сезар»                     | Найкращий фільм                         | Бал                                | Перемога                           |                                    |
| 1984                               | Премія «Сезар»                     | Найкраща режисерська робота             | Етторе Скола                       | Номінація                          |                                    |
| 1984                               | Премія «Сезар»                     | Найкраща музика до фільму               | Владимир Косма                     | Перемога                           |                                    |
| 1984                               | Премія «Сезар»                     | Найкраща операторська робота            | Рікардо Аронович                   | Номінація                          |                                    |
| 1984                               | Берлінський кінофестиваль          | Золотий ведмідь                         | Бал                                | Номінація                          |                                    |
| 1984                               | Берлінський кінофестиваль          | Срібний ведмідь за найкращу режисуру    | Етторе Скола                       | Перемога                           |                                    |
| 1984                               | Берлінський кінофестиваль          | Приз журі читачів «Berliner Morgenpost» | Етторе Скола                       | Перемога                           |                                    |
| 1984                               | Премія «Давид ді Донателло»        | Найкращий фільм                         | Бал                                | Перемога                           |                                    |
| 1984                               | Премія «Давид ді Донателло»        | Найкращий режисер                       | Етторе Скола                       | Перемога                           |                                    |
| 1984                               | Премія «Давид ді Донателло»        | Найкраща музика                         | Владимир Косма, Армандо Тровайолі  | Перемога                           |                                    |
| 1984                               | Премія «Давид ді Донателло»        | Найкращий монтаж                        | Раймондо Крочані                   | Перемога                           |                                    |
| 1984                               | Премія «Давид ді Донателло»        | Приз Alitalia                           | Етторе Скола                       | Перемога                           |                                    |